# Bławatków
Bławatków [pronunciación en polaco: /bwaˈvatkuf/] es un pueblo ubicado en el distrito administrativo de Gmina Piekoszów, dentro del Condado de Kielce, Voivodato de Świętokrzyskie, en el sur de Polonia central. Se encuentra aproximadamente a 8 kilómetros al suroeste de Piekoszów y a 18 kilómetros al oeste de la capital regional Kielce.